# Аракелов, Роберт Кароевич
Роберт Кароевич Аракелов (1937, Баку — 2006, Баку) — азербайджанский математик и писатель-памфлетист армянского происхождения. Автор пропагандистского памфлета «Нагорный Карабах: Виновники трагедии известны».

## Биография
Сын выходца из Нагорного Карабаха; родился и большую часть жизни провёл в Баку. Женился на этнической азербайджанке. Родной язык — русский.
Математик по образованию, кандидат наук. Был заведующим отделом НИИ Научно-технической информации, для директора которого, согласно Григору Апояну, написал сначала кандидатскую, потом докторскую диссертацию. По свидетельству его ереванского коллеги и близкого знакомого Григора Апояна:
Сам он защитил только кандидатскую диссертацию, и единственная привилегия, которой он удостоился за все свои труды — это возможность непрерывно пьянствовать (на работе и в многочисленных командировках) с коллегой-азербайджанцем, которого он, наверное в отместку за накопившиеся обиды, поносил и третировал по-всякому, не упуская случая подчеркнуть его принадлежность к низшей расе.
С началом антиармянских погромов в Азербайджане бежал через Туркмению в Ереван, однако устроиться там не смог, около года прожил в Степанакерте, однако и там устроиться не мог, после чего в 1991 году вернулся в Баку и опубликовал там пропагандистский памфлет «Нагорный Карабах: Виновники трагедии известны», изданный стотысячным тиражом. В 1995 году опубликовал вторую книгу в том же духе — «Карабахская тетрадь», на этот раз тиражом 1000 экземпляров. В 1990-е годы, будучи на пенсии, преподавал математику, часто выступал по бакинскому телевидению. В 2005 году опубликовал открытое письмо жителям Нагорного Карабаха с призывом принять участие в происходивших в Азербайджане парламентских выборах.
Роберт Аракелов скончался в 2006 году в Баку.

## Книги
Обе книги построены по мемуарному принципу: как описание виденного автором в Армении и Карабахе, перемежающееся его собственными размышлениями и обобщениями. Ключевая мысль — о пагубности «армянского национализма» и «сепаратизма», в которых автор видит главный и единственный источник Карабахского конфликта.

## Оценки и критика
Британский журналист, правозащитник и специалист по межнациональным конфликтам в бывшем СССР Том де Ваал отмечает его первую книгу как образец выходившей во время конфликта низкопробной пропагандистской литературы: 
В образовавшуюся брешь с обеих сторон хлынули армии агитаторов и памфлетистов, которые занялись производством на свет трудов под названием: «Карабах: виновники трагедии хорошо известны» и других опусов в подобном духе.
Про Роберта Аракелова упоминал в своей книге о закулисье российского телевидения "Мои останкинские сны" бывший специальный корреспондент, продюсер и редактор НТВ и Первого канала журналист Эльхан Мирзоев, высоко о нем отзываясь . В Telegram-канале "Большой брат" Мирзоев так пишет об Аракелове:
"...с Робертом Аракеловым [встречался] в Баку (если не ошибаюсь в 2000-м году). Он рассказывал о прежней жизни в Баку, о том, как его едва не убили в Ханкенди армянские националисты за антивоенные взгляды, о том, как бежал на вертолете Поляничко обратно в Баку, болел тогда раком. Сохранились кассеты с его интервью.
Этих армян тогда армянское подавляющее большинство не послушало. Превратив в маргиналов" 
Рафал Чахор приводит книгу Аракелова «Карабахская тетрадь» как пример работы, поддерживающей исключительно позицию одной из сторон.
В альманахе «Лебедь» за 2005 год была помещена статья Григора Апояна, посвящённая Аракелову. Обвиняя Аракелова в «предательстве», он объясняет это «безвыходными обстоятельствами», в которых, по его мнению, оказался автор, и стать выше которых ему не хватило «величия души». Вместе с тем они отмечает внутреннюю чуждость Аракелова армянской культуре. Он также обвиняет Аракелова в перенесении на армянский народ своего собственного расизма в отношении азербайджанцев:
Копаясь в исторических книгах и выискивая свидетельства героических деяний своих далеких предков, к которым он фактически уже не имел никакого отношения, (…) он жаждал лишь подтверждения своей собственной исключительности, своей принадлежности к выдуманной им самим высшей расе. (…) Позже, переметнувшись на другую сторону, он попытался это своё гадкое качество приписать всему армянскому народу.
Основную мысль книг Аракелова — обвинение армянских националистов в стремлении к воссозданию Великой Армении — Апоян считает полностью надуманной, называя идею Великой Армении «мыльным пузырем, раздутым бакинскими политтехнологами исключительно для внутреннего пользования».
Гусейнов Гусейн[прояснить] в своём романе-расследовании «Солнечный огонь» характеризует Аракелова как «мужественного и честного армянина», «во многом искупившего своим единоличным гражданским мужеством национальный позор Армении».